# Mötet i Stockholm 1464
Mötet i Stockholm 1464 var en sammankomst som hölls i Stockholm för att diskutera och besluta om Sveriges angelägenheter. Det inleddes den 1 juli 1464 och avslutades den 2 juli 1464.
I anslutning till interna oroligheter under sommaren 1463 lät Kristian I lät fängsla ärkebiskop Jöns Bengtsson (Oxenstierna) i augusti och efter att kungen anställt ett blodbad på protesterande bönder reste kungen åter till Danmark i oktober medtagande ärkebiskopen. I januari började ett nytt uppror lett av Linköpingsbiskopen Kettil Karlsson (Vasa) som i ett slag i Dalarna 17 april 1464 fick Kristian I att återtåga till Stockholm som de upprorisk började belägra. Efter att kungen i slutet av juni seglade hem till Danmark så utfärdade belägringshären en skrivelse där man önskar att Karl Knutsson (Bonde) återkommer och ställer krav på Kristian I. Karl Knutsson ankom till Stockholm och hyllades den 15 augusti. Dock fick han inte fullt stöd och avsade sig kronan 30 januari 1465. 